# طغرل بك
رُكن الدنيا والدين أبو طالب محمد طُغرُل بك بن میکائیل بن سلجوق (بالفارسية: ابوطالبْ محمد طغرل بن میکائیل) (385 - 455 هـ/995 - 1063 م) كان زعيما تركمانيا ومؤسس الدولة السلجوقية وأول سلاطينها، حكم من عام 1037 إلى 1063 م.
حكم مدة 26 عاما لكل من بلاد ما وراء النهر، وخراسان، والهضبة الإيرانية والأراضي المجاورة كجنوب القوقاز، والعراق، وجزء من الأناضول، وحكم جزءًا من أرمينيا الكبرى. توفي في تجريش عن عمر يناهز 70 عاما ودفن في الري. أحال طغرل بك الخلفاء العباسيين إلى رؤساء صوريين للدولة وتولى قيادة جيوش الخلافة في هجمات عسكرية ضد الإمبراطورية البيزنطية والفاطميين في محاولة لتوسيع حدود إمبراطوريته وتوحيد العالم الإسلامي.
بعد أن هزم محمود الغزنوي خانات بخارى الذين كان يتبعهم طغرل بك في عام 1025م، اضطر طغرل بك وعمه أرسلان وأخوه جغري أن يغادروا خوارزم. قام هو وأخوه بالسيطرة على مدن مرو ونيسابور في عام 1028م، ولم تمض مدة من الزمن حتى سيطر طغرل على منطقة خراسان بأكملها. في عام 1040م قاد جيش السلاجقة في معركة دانداناقان ضد جيوش مسعود ابن محمود الغزنوي. اتجه بعدها طغرل لإيران فأدخلها في حكمه ثم دخل بغداد عام 1055 وأعلن تبعية السلاجقة للخلافة العباسية. في عام 1058 قام بإخماد عصيان الفاطميين حيث ثار الفاطميون (العبيديون) على السلاجقة وسيطروا على بغداد لفترة وجيزة.
يعد طغرل بك، المؤسس الحقيقي لدولة السلاجقة، التي نشأت على يديه، وهو أول من حمل الراية الحمراء ذات الهلال والنجمة، والذي أصبح فيما بعد علمًا لتركيا، ومدت سلطانها تحت سمعه وبصره حتى صارت أكبر قوة في العالم الإسلامي، وتوفي سنة (455 هـ/1063 في الري دون أن يترك ولداً يخلفه على الحكم، فشب صراع على السلطة حسمه ابن أخيه ألب أرسلان لصالحهِ، بمساعدة وزيره النابه نظام الملك.

## سيرته

### تمهيد
عين طغرل وزيره عميد الملك الكندري وهو أول وزير لدولة السلاجقة العِظام، وكان سبب اتصاله بالسلطان طغرل بك، أن السلطان لما ورد نيسابور طلب رجلاً يكتب له ويكون فصيحاً بالعربية فدل عليه الموفق والد أبي سهل وأعطته السعادة وكان فصيحاً فاضلاً. وكان عميد الملك خصيا، قد خصاه طغرل بك لأنه أرسله يخطب عليه امرأة ليتزوجها، فتزوجها هو، وعصى عليه، فظفر به وخصاه، وأقره على خدمته.
كان لسلجوق ثلاثة أولاد ميكائيل وأرسلان وموسى، فأمَّا ميكائيل فقتل في القتال ضدَّ ملوك الترك، وخلف ورائه ثلاثة أبناء طغرل بك محمد وإبراهيم أينال وجغري بك داود، فعظم شأنهم في قومهم، وكان طغرل بك أكبرهم، واجتمع الأتراك عليهم، وقرروا الانتقال إلى بخارى للإقامة هناك، ولكن أمير بخارى «بوغراخان» خاف منهم فاعتقل طغرل بك، فقاد أخوه داود الجيوش، وأنقذ أخاه من السجن، وتحولوا إلى خراسان حيث الدولة الغزنوية التي خافت من قوة السلاجقة الدولة الفتية الجديدة، وكان الغزنويون هم البادئون بالعدوان، لذلك فإن النصر كان حليف السلاجقة.
وفي سنة 429هـ استولى طغرل بك على مدينة مرو، وخُطِب لطغرل بك على منابرها وتسمَّى ملك الملوك، وفي سنة 432هـ استولى طغرل بك على نيسابور وجرجان وطبرستان وكرمان وبلاد الديلم، وواصل طغرل بك فتوحاته حتى اصطدم بدولة بني بويه الشيعية المتحكمة في الخلافة العباسية فاستولى سنة 434هـ على خوارزم ثم اصطلح مع البويهيين على دخن. كما حاصر بأصبهان صاحبها ابن كاكويه أحد عشر شهرا، ثم أخذها بالأمان، وأعجبته، ونقل خزائنه من الري إليها.

### اتساع رقعة الدولة
بعد أن شعر طغرل بك أول سلاطين السلاجقة بالاطمئنان على دولته إثر اعتراف الخليفة العباسي القائم بأمر الله بها، توجه أمراء السلاجقة كل إلى المنطقة المخصصة له، وشرع بتنفيذ ما تبقى من خطته الرامية إلى إتمام سيطرة السلاجقة على بلاد فارس، ومن ثم التوجه منها للسيطرة على العراق، ففي عام (433 هـ) ، تحرك طغرل بك على رأس جيش كبير من أجل تحقيق ذلكَ الهدف، وكان الديالمة يسيطرون انذاك على معظم أجزاء بلاد فارس والعراق، ولكنهم مع ذلكَ كانوا في نزاع مستمر مما أضعفهم وسهل على السلطان السلجوقي طغرل بك التغلب عليهم وإنهاء حكمهم، فقد كان النصر حليفه في كافة حروبه معهم والتي انتهت بسيطرته على بلاد فارس والعراق؛ حيث دخل حاضرة الخلافة العباسية بغداد.
فقد بدأ طغرل بك بالهجوم أولاً على جرجان، وطبرستان من أجل القضاء على حكم أنوشروان الزياري الديلمي الذي كان يسيطر على هذين الإقليمين، وإدراكاً من هذا الأخير لقوة السلاجقة، وإنه لا طاقة له بقتال طغرل بك، قرر أن يخضع لهُ، وأعلن تعهده بطاعته، وأداء إتاوة سنوية له، وبذلكَ ضم طغرل بك هذين الإقليمين إلى دولة السلاجقة، ثم لم يلبث أن أزال حكم الزياريين الديالمة منها، وعين عليها والياً من قبله فكان هذا إيذاناً بسقوط الدولة الزيارية، وانتهاء نفوذها في بلاد فارس.
وبعد ذلكَ توجه طغرل بك إلى خوارزم لفتحها، كان ذلكَ عام (434 هـ)  ، وما أن تم له ذلكَ حتى سيطر على ما يجاورها من المناطق، فأصبح السلاجقة أكبر قوة في بلاد فارس وما وراء النهر، وكان هذا سبباً في مسارعة حكام الأقاليم إلى إعلان طاعتهم وولائهم لهم، وموافقتهم على دفع إتاوة سنوية؛ كل هذا أتاح الفرصة لطغرل بك للتوجه إلى وسط بلاد فارس وغزو مدينة الري ، فسار على رأس جيش كبير نحوها في العام نفسه فدخلها فاتحاً، وجعلها عاصمة لهُ ومقراً لحكومته. وكان لهذه الانتصارات التي حققها السلاجقة بزعامة السلطان طغرل بك في بلاد فارس، وفي ما وراء النهر انعكاساتها على الخليفة العباسي القائم بأمر الله في بغداد، فما كان منه ألاّ أن بعث رسولاً من قبله إلى مدينة الري يحمل رسالة منه للسلطان السلجوقي يدعوه فيها لزيارة بغداد ، لقد أبلغ مبعوث الخليفة السلطان السلجوقي بأن الخليفة قد سُرَّ برسالة السلاجقة إليهِ كثيراً، وردَّ عليها برد حسن تضمن موافقته على قيام دولة السلاجقة، وأن الخليفة يسره أن يستقبل سلطان السلاجقة في بغداد عاصمة الخلافة كضيف عزيز كريم ، استقبل السلطان طغرل بك مبعوث الخليفة العباسي أحسن استقبال، ورحب بدعوتهِ إياه لزيارة بغداد، ووعد بالقيام بها في الوقت المناسب، ومن جهة أخرى فقد بقي مبعوث الخلافة في الري مدة ثلاث سنوات من أجل مرافقة طغرل بك عند توجهه لزيارة بغداد، ولكنه اضطر إلى الرجوع وحده إلى بغداد، بعد أن أكَّد له طغرل بك حرصه على هذه الزيارة وإنه سيلبيها بعد فراغه من غزو الأقاليم الغربية، والجنوبية من بلاد فارس.
بعد ذلكَ توجه طغرل بك بجيشه لتفقد المناطق الشمالية الغربية من بلاد فارس وتوطيد سيطرة السلاجقة عليها، فسار في عام (446 هـ)  إلى إقليم أذربيجان، ودخل عاصمته تبريز، وشمل نفوذه جميع أجزاء أذربيجان، فضلاً عن بعض أجزاء من بلاد الروم (اسية الصغرى)، المتاخمة لأذربيجان، بعدها عاد إلى عاصمته الري عام (447 هـ) ، وهكذا شمل نفوذ السلاجقة أكثر أجزاء فارس، فضلاً عن أجزاء الدول المجاورة لها، وبهذا أصبح طغرل بك مستعدّاً لدخول عاصمة بغداد بناءً على استدعاء الخليفة، وبعد ذلكَ تمت سيطرتهم على معظم أنحاء العراق.
وقد أرسل طغرل بك أخاه من أمه إبراهيم ينال إلى همدان، والأجزاء الغربية المجاورة لها من أجل تثبيت نفوذ السلاجقة فيها، فتوجه إليها عام (437 هـ)  ، فرحل من كرمان إليها، وهناك حدثته نفسه بالتمرد، واتخاذها قاعدة له مما أجبر طغرل بك على التوجه نحوه بنفسه، وذلكَ عام (441 هـ) ، وما أن اقترب منها حتى أرسل إلى أخيه يطلب منه أن يسلم القلاع التي في يدهِ إليه، غير أنه رفض ذلكَ فهاجمه طغرل بك وانتصر عليهِ ثم عفا عنه بعد أن استسلم لهُ، ولم يعاقبه على تمرده هذا.

### التوسع نحو الأناضول وجهاده ضد الروم

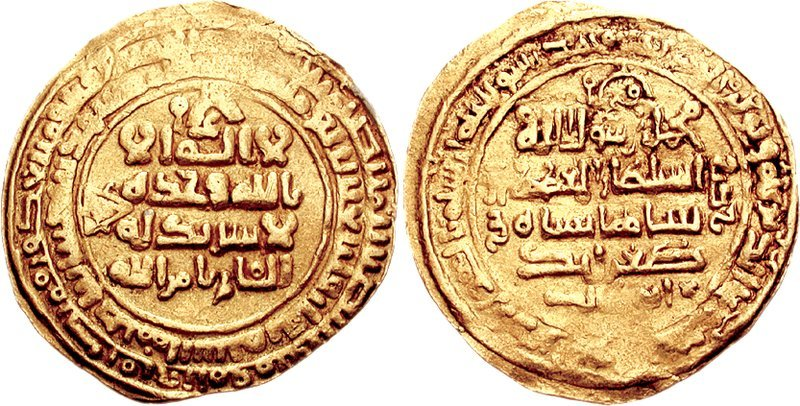
عملة تعود لطغرل بك

في سنة (440 هـ)  قام إبراهيم ينال بغزو الروم حيث ظفر بهم، وغنم غنائم كثيرة، وكان السبب في ذلكَ أن جموعاً كثيرة من الغزنويين فيما وراء النهر قد جاؤوا إليهِ يريدون الاستقرار في بلاده، ولكنه رفض ذلك، وحاول إفهامهم أن بلاده ومصادرها تعجز عن حاجتهم، ونصحهم بالتوجه إلى غزو الروم، والجهاد في سبيل الله فضلاً عن حصولهم على الغنائم، كما أخبرهم: أنه سيلحق بهم ويساعدهم، فاستجابوا له، وساروا أمامه فتبعهم ، فلما وصلوا إلى ملاذكرد، ورازن الروم قاليقلا، وطرابزون لقيهم جيش كبير من الروم والأبخاز، تذكر المصادر أن عدده ثمان وخمسون ألفاً فدار بينهم قتال شديد تبادل فيه الفريقان النصر والهزيمة، وكان النصر في النهاية للمسلمين قتلوا عدداً كبيراً من الروم، وأسروا العديد منهم بينهم كثير من البطارقة، وكان من بين الأسرى قاريط ملك الأبخاز الذي فدا نفسه بثلاثمئة ألف دينار، وبهدايا قُدر ثمنها بمئة ألف.
علا شأن طغرل بك  جدًا سنة 441هـ عندما نقل صراعه إلى بلاد الروم، وانتصر عليهم في معارك كبيرة وأصبح على مسافة قريبة من القسطنطينية، وارتجت أوروبا الصليبية من هول المفاجأة فآثر ملك القسطنطينية الصليبي الصلح مع طغرل بك فوافق طغرل بك شريطة إعادة افتتاح المسجد القديم في القسطنطينية وكان قد بناه مسلمة بن عبد الملك أيام الأمويين، وأن يخطب لطغرل بك فيه يوم الجمعة، وسارت الركبان بهذا الخبر العجيب، فعظم طغرل بك في أعين ملوك الأرض فخطبوا له على منابرهم. واستمر إبراهيم ينال يغزو تلك البلاد ويفتحها، وكان من نتيجة هذه  الغزوات أَنْ غنم المسلمون الكثير، وأروا ما يزيد على مئة ألف رأس، فضلاً عما لا يُحصى من البغال، والدواب، والأموال؛ حتى قيل: إن الغنائم كانت قد حُملت على عشرة الاف عجلة، وأن من جملة الغنائم تسعة عشر ألف درع، وكان لهذه الغزوة آثار كبيرة، فقد ألحق السلطان طغرل بك بالروم خسائر كبيرة بما قام به من نهب، وقتل، وأسر، وبعد ذلكَ توجه للري، وأقام بها حتى حلول (447 هـ)  وعاد بعدها إلى العراق.
تلى وفاة الإمبراطور قُسطنطين التاسع سنة 446هـ المُوافقة لِسنة 1055م، ثورة قام بها أنصار السُلالة المقدونيَّة في بلاد الروم، لِلحيلولة دون انتقال العرش إلى دوق بُلغاريا المدعو «نقفور فروتيون» الذي كان يسعى النُبلاء إلى توليته أُمُور البلاد، فأخرج الثُوَّار الإمبراطورة العجوز السابقة تُيُودورا من عُزلتها، وقد بلغت الرابعة والسبعين، ونصَّبوها على العرش، فاستغلَّ طُغرُل هذه الاضطرابات وحمل على أرمينية حتَّى وصل إلى أرضروم، وحاصر مدينة ملاذكرد وضيَّق على أهلها، ونهب ما جاورها من البلاد وأخربها وغنم مغانم عظيمة، ثُمَّ انسحب عائدًا إلى أذربيجان لمَّا هجم الشتاء من غير أن يملك تلك النواحي.
وفي سنة 449هـ المُوافقة لِسنة 1057م، قامت الاضطرابات مُجددًا في بلاد الروم عندما ثار النُبلاء والأعيان والقادة ضدَّ الإمبراطور ميخائيل السادس، والتفُّوا حول قائد جُيُوش الشرق إسحٰق كومنين، الذي أمر بِسحب العساكر البيزنطيَّة من المناطق الأرمنيَّة لِتُسانده في ثورته وتدعم وُصُوله إلى العرش،  فشغرت المراكز الحُدُوديَّة من أيَّة مُقاومة جديَّة، ممَّا أغرى السلاجقة فاجتاحوا قبادوقية، وهاجموا ملطية، وأغاروا على الأقاليم الواقعة عند مُلتقى فرعيّ نهر الفُرات. وتوغَّل قُتلُمُش بن إسرائيل في جوف آسيا الصُغرى، ففتح قونية وآق سراي ونواحيهما. جدَّد السلاجقة هجماتهم على الديار البيزنطيَّة في عهد الإمبراطور قُسطنطين العاشر دوكاس (451 - 459هـ \ 1059 - 1067م). ففي السنة الأولى من حُكمه توغَّلوا في عُمق بلاد الروم، وبلغوا مدينة سيواس، فقاتلوا جماعة من أهلها ممن قاومهم، وعادوا مُحمَّلين بِالغنائم، بعد أن أحرقوا المدينة. والواضح أنَّ غارات السلاجقة ظلَّت حتَّى وفاة طُغرُل في سنة 455هـ المُوافقة لِسنة 1063م، تستهدف غالبًا السلب والنهب دون مُحاولة الاستقرار، إنَّما كانت خُطوةً تمهيديَّةً استطلعت خلالها الجُيُوش السُلجُوقيَّة أوضاع وطبيعة المنطقة، ناهيك أنه كان شديد الاهتمام بِالطرف الشمالي الغربي لِسلطنته.

### الوحشة بين طغرل بك وأخيه إبراهيم ينال
في سنة 441 هـ، استوحش إبراهيم ينال من أخيه السلطان طغرل بك. وكان سبب ذلك أن طغرل بك طلب من إبراهيم أن يسلم إليه مدينة همذان والقلاع التي بيده من بلد الجبل فامتنع من ذلك واتهم وزيره أبا علي بالسعي بينهما في الفساد فقبض عليه وأمر فضرب بين يديه وسمل إحدى عينيه وقطع شفتيه وسار عن طغرل بك وجمع جمعًا من عسكره والتقيا وكان بين العسكرين قتال شديد انهزم ينال وعاد منهزمًا فسار طغرل بك في أثره فملك قلاعه وبلاده جميعها.
وتحصن إبراهيم ينال بقلعة سرماج وامتنع على أخيه فحصره طغرل بك فيها وكانت عساكره قد بلغت مائة ألف من أنواع العسكر وقاتله فملكها في أربعة أيام وهي من أحصن القلاع وأمنعها واستنزل ينال منها مقهورًا وأرسل إلى نصر الدولة بن مروان يطلب منه إقامة الخطبة له في بلاده فأطاعه وخطب له في سائر ديار بكر وراسل ملك الروم طغرل بك وأرسل إليه هدية عظيمة وطلب منه المعاهدة فأجابه إلى ذلك. وأرسل ملك الروم إلى ابن مروان يسأله أن يسعى في فداء ملك الأبخاز المقدم ذكره فأرسل نصر الدولة شيخ الإسلام أبا عبد الله بن مروان في المعنى إلى السلطان طغرل بك فأطلقه بغير فداء فعظم ذلك عنده وعند ملك الروم وأرسل عوضه من الهدايا شيئًا كثيرًا وعمروا مسجد القسطنطينية وأقاموا فيه الصلاة والخطبة لطغرل بك ودان حينئذ الناس كلهم له وعظم شأنه وتمكن ملكه وثبت. ولما نزل ينال إلى طغرل بك أكرمه وأحسن إليه ورد عليه كثيرًا مما أخذ منه وخيره بين أن يقطعه بلادًا يسير إليها وبين أن يقيم معه فاختار المقام معه.

### طغرل بك والقضاء على حركة البساسيري
وهذه الشهرة والجاه العريض دفع الخليفة العباسي القائم بالله ليكتب له يستقدمه إلى بغداد ليستعين به على إزالة دولة بني بويه الشيعية التي أضاعت مكانة الخلافة وكرامة الخلفاء، وذلك في سنة 447هـ، وكان قدومه رحمة بهذه الأمة الإسلامية على الرغم من فساد جيوشه الجرَّارة في بغداد؛ ذلك لأنَّ قدومه وَافَق خروج البساسيري التركي، يُريد نقض الخلافة السنية وإقامة الخلافة العبيدية الباطنية الشيعية. كان العبيديون الشيعة يحاولون منذ إقامة خلافتهم بمصر الكيد والتربص بالخلافة العباسية وإزالتها عن الوجود، وجاءتهم الفرصة المناسبة عند ظهور البساسيري، الذي استطاع أن يجمع حوله الطامعين وطلاب الدنيا ويستولي على العديد من البلدان والمدن، فراسل الخليفة العبيدي المستنصر البساسيري ودعمه في سعيه الخبيث لإزالة السنة وإقامة البدعة، ولكن جهودهم تعطلت لأن طغرل بك قدم إلى بغداد بجيوشه الجرارة، وأرسل أخاه إبراهيم نيال لقمع ثورة البساسيري.
فلجأ البساسيري للمكر والخداع فاستمال إبراهيم لصفه، ووعده ومنَّاه بمكان أخيه طغرل بك على البلاد، فعصى إبراهيم على أخيه طغرل فأوقع البساسيري بين الأخوين، ووقع بينهما حرب طويلة، استغل خلالها البساسيري الاستيلاء على بغداد ونفي الخليفة العباسي القائم بالله إلى الموصل وأقام الدعوة للعبيديين ببغداد، وذلك سنة 450هـ. وفي تلك سنة يقول ابن الأثير في تاريخه؛ أن الملك الرحيم آخر ملوك بني بويه توفي بقلعة الري وكان طغرل بك سجنه أولا بقلعة السيروان ثم نقله إلى قلعة الري، فتوفي بها.

#### فتنة ينال مع أخيه طغرل بك ومقتله
كان إبراهيم ينال قد ملك بلاد الجبل وهمذان واستولى على الجهات من نواحيها إلى حلوان عام سنة سبع وثلاثين. ثم استوحش من السلطان طغرل بك بما طلب منه أن يسلم إليه مدينة همذان والقلاع فأبى من ذلك ينال وجمع جموعاً وتلاقيا فانهزم ينال، وتحصن بقلعة سرماج فملكها عليه بعد الحصار، واستنزله منها، وذلك سنة إحدى وأربعين. وأحسن إليه طغرل بك وخيره بين المقام معه أو إقطاع الأعمال فاختار المقام. ثم لمّا ملك طغرل بك بغداد وخطب له بها سنة سبع وأربعين خرج إليه البساسيري مع قُرَيْش بن بدران صاحب الموصل ودبيس بن مزيد صاحب الحلة، وسار طغرل بك إليهم من بغداد، ولحقه أخوه إبراهيم ينال فلما ملك الموصل سلمها إليه وجعلها لنظره مع سنجار والرحبة وسائر تلك الأعمال التي لقريش، ورجع إلى بغداد سنة تسع وأربعين. ثم بلغه سنة خمسين بعدها أنه سار إلى بلاد الجبل فاستراب به وبعث إليه يستقدمه بكتابه وكتاب القائم مع العهد الكندي فقدم معه. وفي خلال ذلك قصد البساسيري وقريش بن بدران الموصل فملكاها وجفلوا عنها فاتبعهم إلى نصيبين، وخالفه أخوه إبراهيم ينال إلى همذان في رمضان سنة خمسين. يقال إنّ العلويّ صاحب مصر والبساسيري كاتبوه واستمالوه وأطمعوه في السلطنة فسار السلطان في أتباعه من نصيبين، وردّ وزيره عميد الملك الكندي وزوجته خاتون إلى بغداد، ووصل إلى همذان ولحق به من كان ببغداد من الأتراك فحاصر همذان في قلعة من العسكر، واجتمع لأخيه خلق كثير من الترك، وحلف لهم أن لا يصالح طغرل بك ولا يدخل بهم العراق لكثرة نفقاته. وجاءه محمد وأحمد ابنا أخيه أرباش بأمداد من الغز فقوي بهم ووهن طغرل بك فأفرج عنه إلى الري، وكاتب إلى أرسلان ابن أخيه داود، وقد كان ملك خراسان بعد أبيه سنة إحدى وخمسين كما يذكر في أخبارهم، فزحف إليه في العساكر ومعه إخواه ياقوت وقاروت بك، ولقيهم إبراهيم فيمن معه فانهزم، وجيء به وبابني أخيه محمد وأحمد أسرى إلى طغرل بك فقتلهم جميعاً، ورجع إلى بغداد لاسترجاع القائم.
ترك طغرل وزيره عميد الملك الكندري ببغداد مع الخليفة حين حارب أخاه، وكان البساسيري وقريش بن بدران فارقا الموصل عند زحف السلطان طغرل بك إليهما فلما سار عن بغداد لقتال أخيه بهمذان خالفه البساسيري وقريش إلى بغداد فكثر الأرجاف بذلك، وبعث على دبيس بن مزيد ليكون حاجبه ببغداد ونزلوا بالجانب الشرقي، وطلب من القائم الخروج معه إلى أحيائه واستدعى هزارشب من واسط للمدافعة واستمهل في ذلك فقال العرب لا نشير فأشيروا بنظركم، وجاء البساسيري ثامن ذي القعدة سنة خمسين في أربعمائة غلام على غاية من سوء الحال ومعه أبو الحسين بن عَبْد الرحيم، وجاء حسين بن بدران في مائة فارس، وخيموا مفترقين عن البلد، واجتمع العسكر والقوم إلى عميد العراق، وأقاموا إزاء البساسيري، وخطب البساسيري ببغداد للمستنصر العلوي صاحب مصر بجامع المنصور، ثم بالرصافة؛ وأمر بالأذان بحي على خير العمل، وخيم بالزاهر، وكان هوى البساسيري لمذاهب الشيعة، وترك أهل السنة للإنحراف عن الأتراك فرأى الكندري المطاولة لانتظار السلطان، ورأى رئيس الرؤساء المناجزة، وكان غير بصير بالحرب فخرج لقتالهم في غفلة من الكندري فانهزم وقتل من أصحابه خلق، ونهب باب الأزج وهو باب الخلافة.
وهرب أهل الحريم الخلافي فاستدعى القائم العميد الكندري للمدافعة عن دار الخلافة فلم يرعهم إلاّ اقتحام العدوّ عليهم من الباب النوبي، فركب الخليفة ولبس السواد، والنهب قد وصل باب الفردوس، والعميد الكندري قد استأمن إلى قُرَيْش فرجع ونادى بقريش من السور فاستأمن إليه على لسان رئيس الرؤساء، واستأمن هو أيضاً معه، وخرجا إليه وسار معه ونكر البساسيري على قُرَيْش نقضه لمّا تعاهدا عليه، فقال: إنما تعاهدنا على الشركة فيما يستولي عليه، وهذا رئيس الرؤساء لك والخليفة لي. ولما حضر رئيس الرؤساء عند البساسيري وبخه وسأله العفو فأبى منه، وحمل قُرَيْش القائم إلى معسكره على هيئته، ووضع خاتون بنت أخي السلطان طغرل بك في يد بعض الثقات في خواصه وأمره بخدمتها، وبعث القائم ابن عمه مهارش فسار به إلى بلده حُدَيْثَةَ خان وأنزله بها. وأقام البساسيري ببغداد وصلى عيد النحر بالألوية المصرية وأحسن إلى الناس وأجرى أرزاق الفقهاء ولم يتعصب لمذهب. وأنزل أم القائم بدارها وسفل جرايتها. وولى محمود بن الأفرم على الكوفة، وسعى الفرات وأخرج رئيس الرؤساء من محبسه آخر ذي الحجة فصلبه عند التجيبي لخمسين سنة من تردده في الوزارة. وكان ابن ماكولا قد قبل شهادته سنة أربع عشرة. وبعث البساسيري إلى المستنصر العلوي بالفتح والخطبة له بالعراق، وكان هنالك أبو الفرج ابن أخي أبي القائم المغربي فاستهان بفعله وخوفه عاقبته، وأبطأت أجوبته مدّة، ثم جاءت بغير ما أمل، وسار البساسيري من بغداد إلى واسط والبصرة فملكها وأراد قصر الأهواز فبعث صاحبها هزارشب بن شكر فأصلح أمره على مال يحمله. ورجع البساسيري إلى واسط في شعبان سنة إحدى وخمسين، وفارقه صدقة بن منصور بن الحسين الأسدي إلى هزارشب، وقدكان ولى بغداد أباه على ما يذكر. ثم جاء الخبر إلى البساسيري بظفر طغرلبك بأخيه، وبعث إليه والي قُرَيْش في إعادة الخليفة إلى داره، ويقيم طغرلبك، وتكون الخطبة والسكة له فأبى البساسيري من ذلك فسار طغرل بك إلى العراق، وانتهى إلى قصر شيرين، وأجفل الناس بين يديه. ورحل أهل الكرخ بأهليهم وأولادهم براً وبحراً، وكثر عيث بني شيبان في الناس، وارتحل البساسيري بأهله وولده سادس ذي القعدة سنة إحدى وخمسين لحول كامل من دخوله وكثر الهرج في المدينة والنهب والإحراق. ورحل طغرل بك إلى بغداد بعد أن أرسل من طريقه الأستاذ أحمد بن محمد بن أيوب المعروف بابر فورك إلى قُرَيْش بر بدران بالشكر على فعله في القائم وفي خاتون بنت أخيه زوجة القائم، وأن أبا بكر بن فورك جاء بإحضارهما والقيام بخدمتهما، وقد كان قُرَيْش بعث إلى مهارش بأن يدخل معهم إلى البرية بالخليفة ليصد ذلك طغرل بك عن العراق، ويتحكم عليه بما يريد فأبى مهارش لنقض البساسيري عهوده، واعتذر بأنه قد عاهد الخليفة القائم بما لا يمكن نقضه، ورحل بالخليفة إلى العراق، وجعل طريقه على بدران بن مهلهل. وجاء أبو فورك إلى بدر فحمله معه إلى الخليفة وأبلغه رسالة طغرل بك وهداياه، وبعث طغرل بك للقائه وزيره الكندري والأمراء والحجاب بالخيام والسرادقات والمقربات بالمراكب الذهبية فلقوه في بلد بدر. ثم خرج السلطان فلقيه بالنهروان، واعتذر عن تأخره بوفاة أخيه داود بخراسان، وعصيان إبراهيم بهمذان، وأنه قتله على عصيان. وأقام حتى رتب أولاد داود في مملكته، وقال إنه يسير إلى الشام في اتباع البساسيري. وطلب صاحب مصر فقلده القائم سيفه إذ لم يجد سواه، وأبدى وجهه للأمراء فجوه وانصرفوا. وتقدم طغرل بك إلى بغداد فجلس في الباب النوبي مكان الحاجب، وجاء القائم فأخذ طغرل بك بلجام بغلته إلى باب داره، وذلك لخمس بقين من ذي القعدة سنة إحدى وخمسين، وسار السلطان إلى معسكره وأخذ في تدبير أموره.

#### مقتل البساسيري
ثم أرسل السلطان طغرل بك خمارتكين في ألفين إلى الكوفة، واستقّر معه سرايا بن منيع في بني خفاجة، وسار السلطان طغرل بك في أثرهم فلم يشعر دبيس وقريش والبساسيري، وقد كانوا نهبوا الكوفة إلاّ والعساكر قد طلعت عليهم من طريق الكوفة فأجفلوا نحو البطيحة. وسار دبيس ليردّ العرب إلى القتال فلم يرجعوا ومضى معهم، ووقف البساسيري وقريش فقتل من أصحابهما جماعة، وأسر أبو الفتح بن ورام ومنصور بن بدران وحماد بن دبيس، وأصاب البساسيري سهم فسقط عن فرسه وأخذ رأسه لمتنكيرز، وأتى العميد الكندريّ وحمله إلى السلطان، وغنم العسكر جميع أموالهم وأهليهم، وحمل رأس البساسيري إلى دار الخلافة فعلّق قبالة النوبي في منتصف ذي الحجة. ولحق دبيس بالبطيحة ومعه زعيم الملك أبو الحسن عَبْد الرحيم، وكان هذا البساسيري من مماليك بهاء الدولة بن عضد الدولة اسمه أرسلان، وكنيته أبو الحرث ونسبه في الترك. وهذه النسبة المعروفة له نسبة إلى مدينة بفارس حرفها الأوّل متوسط بين الفاء والباء، والنسبة إليها فسوي، ومنها أبو علي الفارسيّ صاحب الإيضاح. وكان أوّلا ينسب إليها فلذلك قيل فيه هو بساسيري.
استطاع طغرل بك أن يقضي على ثورة أخيه إبراهيم، حيث حاربه، وقهره، وجرت له فصول، ثم انفل جيشه وأخذه أسيراً، وخنقه بوتر مع إخوته سنة إحدى وخمسين وأربعمائة بنواحي الري. ثم عاد سريعًا لبغداد حيث قضى على ثورة البساسيري، وتعقبه، إلى أن قتله سنة 451هـ، وأعاد الخلافة السنية مرة أخرى، وأعاد الخليفة القائم بالله لموضعه مرة أخرى، وكان هذا العمل من أعظم أعمال طغرل بك على الإطلاق وكانت سببًا لشهرته وتقدمه على ملوك الإسلام، حتى أنه الوحيد من سلاطين الإسلام الذي حظي بمصاهرة الخليفة العباسي عندما تزوج من بنت الخليفة القائم بالله العباسي.

## من مناقب طغرل بك
كان طغرل بك على الرغم من كثرة جهاده وغزواته الكثيرة منذ نعومة أظافره فإنَّه كان خيِّرًا مصلِّيًا محافظًا على الصلاة في أوَّل وقتها في جماعة، وكان كثير الصيام يُديم صيام الإثنين والخميس، حليمًا عمَّن أساء إليه، كتومًا للأسرار، يُبالغ في تعظيم مقام الخلافة، وكان هو أوَّل من أعاد هيبة الخلفاء واحترمهم وبالغ في ذلك، حتى إنَّه كان يأخذ بيد الخليفة القائم فيُقبِّلها مرَّتين ثم يمسح بها وجهه تبرُّكًا واحترامًا. وكان طغرل بك صاحب عقيدةٍ صحيحة، وقد أمر بلعن كلِّ الطوائف المخالفة للسنة على المنابر، ومنها المعتزلة والأشعرية، فغضب علماء الأشعرية ومنه القشيري وغيره من ذلك، وتركوا بلاده وهاجروا منها، فأرسل طغرل بك وجمعهم عنده، واستفسر عن سبب خروجهم، فقالوا له: «إنَّ الأشعري لم يقل هذا الكلام الذي تلعنونه بسببه»، فقال لهم طغرل بك: «إنَّما نأمر بلعن الْأشعري الذي قال هذه المقالة، فإن لم تدينوا بها ولم يقل الْأشعري شيئًا منها فلا عليكم ممَّا نقول».
ولأجل توطيد الروابط بين الخليفة العباسي القائم بأمر الله، وبين زعيم الدولة السلجوقية طغرل بك، فإن الخليفة تزوج من ابنة جغري بك الأخ الأكبر لطغرل بك، وذلك في عام 448هـ/1059م. وخطب لطغرل بك بنت الخليفة القائم، فتألم القائم، واستعفى فلم يعف، فزوجه بها ثم قدم طغرل بك بغداد للعرس. ثم نفذ طغرل بك مائة ألف دينار برسم نقل الجهاز، فعمل العرس في صفر سنة خمس وخمسين، وأجلست على سرير مذهب، ودخل السلطان إلى بين يديها، فقبل الأرض، ولم يكشف المنديل عن وجهها، وقدم تحفا سنية وخدم، وانصرف، ثم بعث إليها عقدين مجوهرين، وقطعة ياقوت عظيمة، ثم دخل من الغد، فقبل الأرض، وجلس على سرير إلى جانبها ساعة، وخرج، وبعث لها فرجية نسيج مكللة بالجوهر ومخنقة -أي قلادة مثمنة- وسر بها. هذا والخليفة في ألم وحزن وكظم، فأما غيره من الخلفاء الضعفاء فوده لو زوج بنته بأمير من عتقاء السلطان، ثم إن طغرل بك خلا بها، ولم يمتع بنعيم الدنيا، لدنو أجله بعد الزواج.

## الوفاة

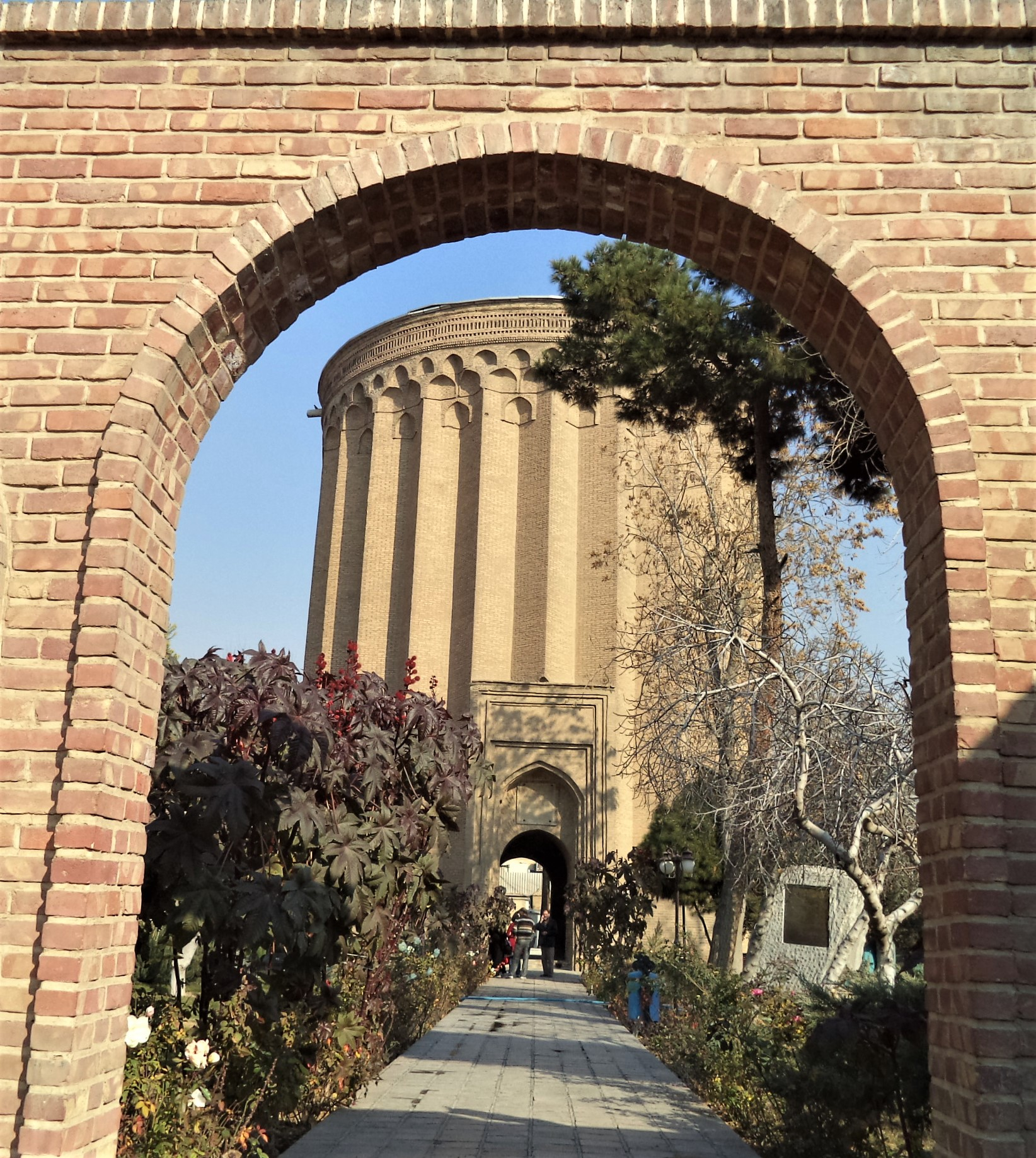
برج طغرل

وتُوفِّي الزعيم السلجوقي طغرل بك عن عمرٍ ناهز السبعين عامًا، وذلك في الثامن من شهر رمضان المبارك لعام (455هـ/1063م)، بمدينة الري عاصمة مملكته. وكان طغرل بك على الرغم من سعة الملك وكثرة الأتباع فإنَّه لم يكن له أولادٌ ولا عقب يحملون ويرثون مجد هذا السلطان الكبير الذي جاء به الله عز وجل في الوقت المناسب قبل ضياع الخلافة العباسية إلى الأبد ومعها أهل السنة والجماعة.
يقف ضريح طغرل بك، مؤسس دولة السَّلاجقة العظام، في مدينة «الري»، قرب طهران، شامخاً بطابعه المعماري المتميز، الذي جذب الاهتمام على مدى العصور وبسبب هندسته المتميّزة عرف باللغتين العربية والفارسية باسم «برج طغرل».